# 复兴门站 (北京市)
复兴门站是一个位于中国北京市西城区月坛街道与金融街街道交界复兴门外大街、复兴门内大街、复兴门南大街、复兴门北大街交汇处，属于北京地铁1号线和2号线的地铁换乘站。

## 车站结构

### 楼层分布
| 地面层   | 街道                                | A–D出入口、安全检查、自动售票机、进出站闸机 |
| 地下一层 | 2号线站厅                           | 2号线南站厅、北站厅                         |
| 地下二层 | 1号线站厅                           | 1号线东站厅                                 |
| 地下二层 | 2号线内环（阜成门）                 |                                             |
| 地下二层 | 岛式站台，左侧開门                  |                                             |
| 地下二层 | 2号线外环（长椿街）                 |                                             |
| 地下三层 |                                     | 1号线往古城（南礼士路）                     |
| 地下三层 | 岛式站台，左侧開门                  |                                             |
| 地下三层 | 1号线往环球度假区（八通线）（西单） |                                             |

### 站厅及换乘

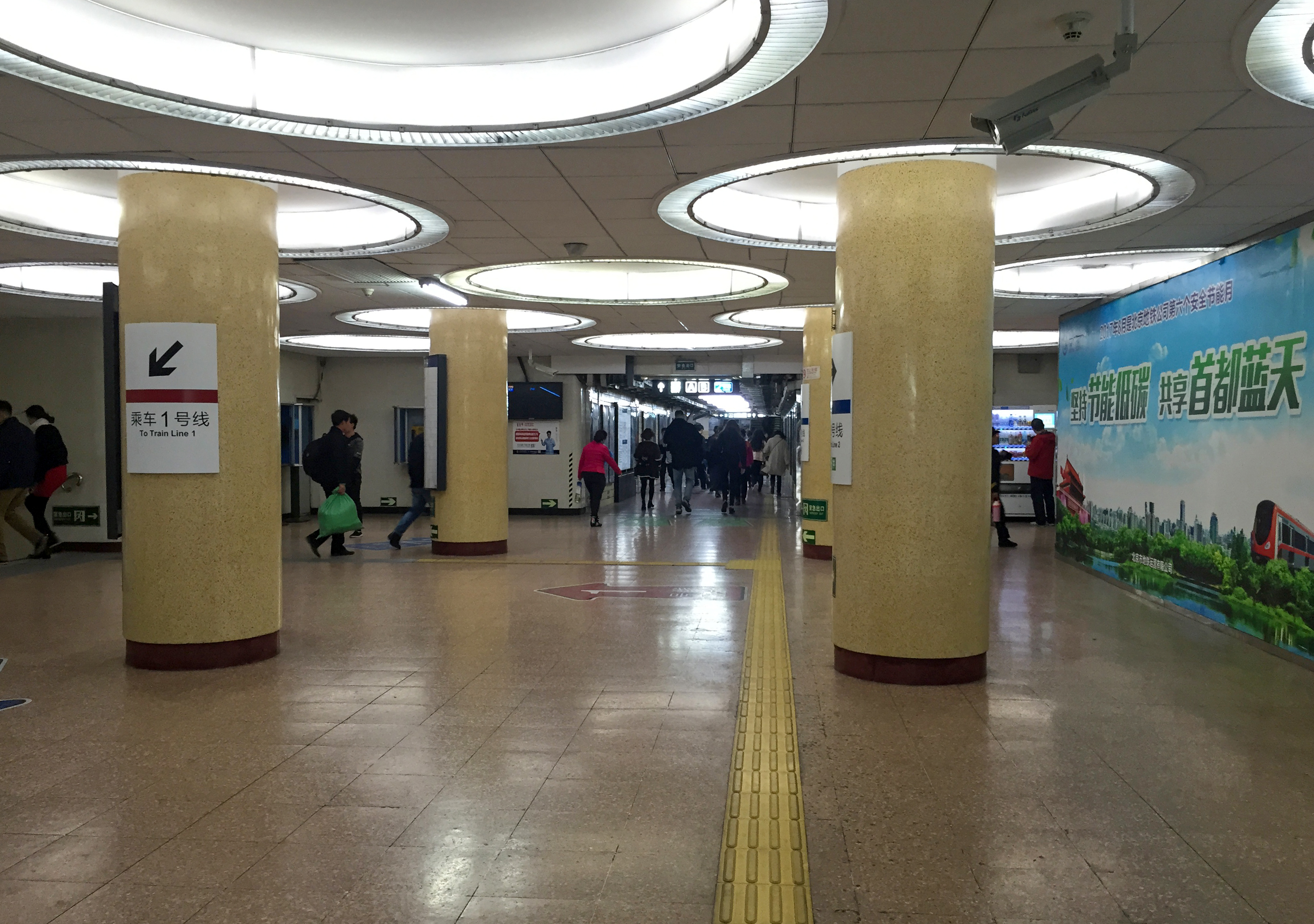
1号线東站廳
（2017年10月摄）

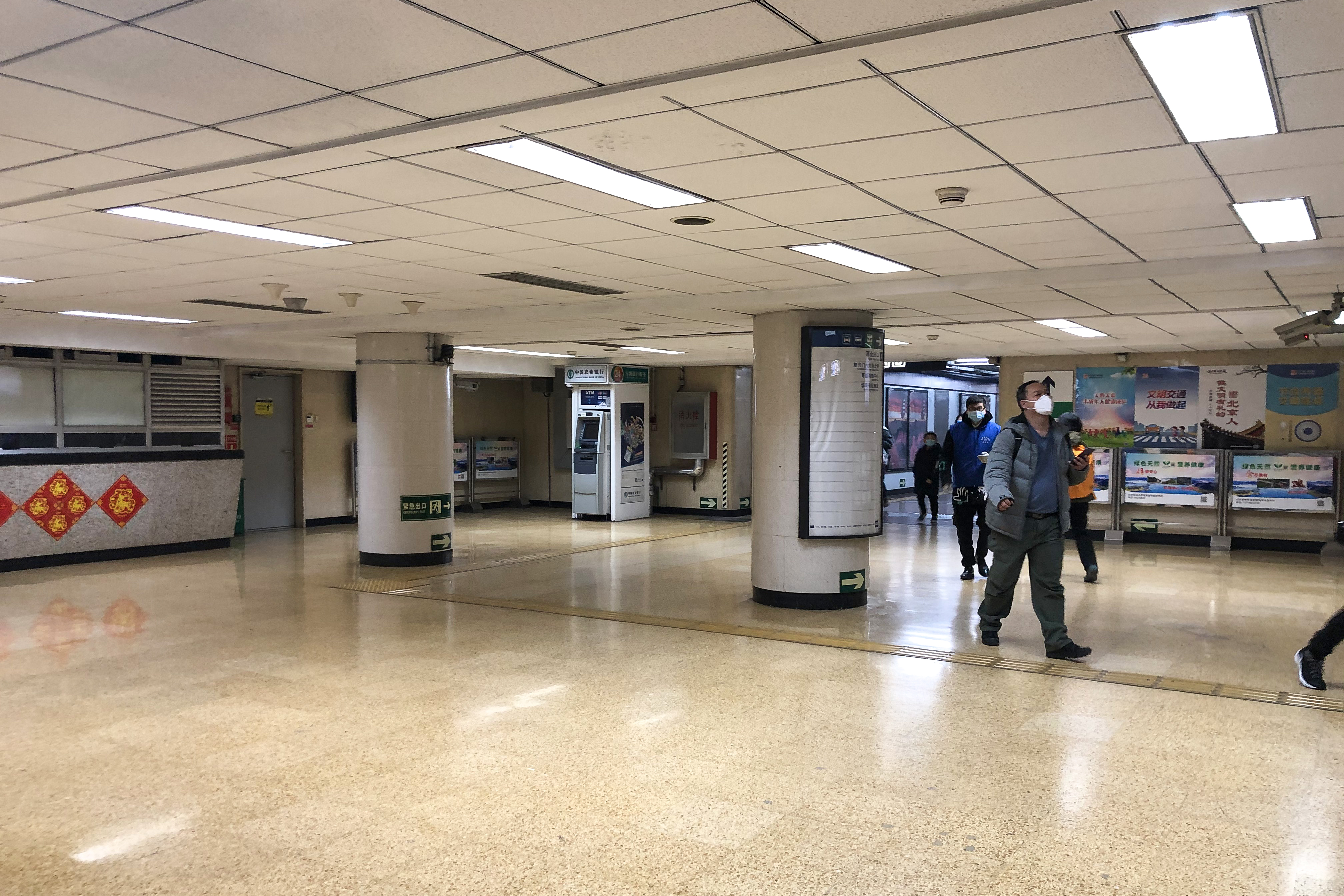
2号线北站廳
（2021年2月摄）

复兴门站共设3个站厅，其中两个分别位于2号线车站南北两端，北站厅与A出入口相连，南站厅与D出入口相连；另一个站厅位于1号线车站东端，与B、C出入口相连。北站厅和南站厅各设有一条通往东站厅的双向换乘通道。2号线换乘1号线可通过2号线站台中部的换乘通道下行至1号线站台，但该通道每天早晚高峰不可逆向换乘（2021年以前则为全天单向换乘）。高峰期1号线换乘2号线需上行至东站厅，经南侧或北侧的换乘通道前往2号线站厅。（非高峰期则可由楼梯直接上行至2号线月台）
2022年7月30日，北京地铁“虚拟换乘”票价优惠服务上线试运行。乘客在复兴门站与19号线太平桥站间，于30分钟内出站换乘可享连续计费优惠。

### 站台

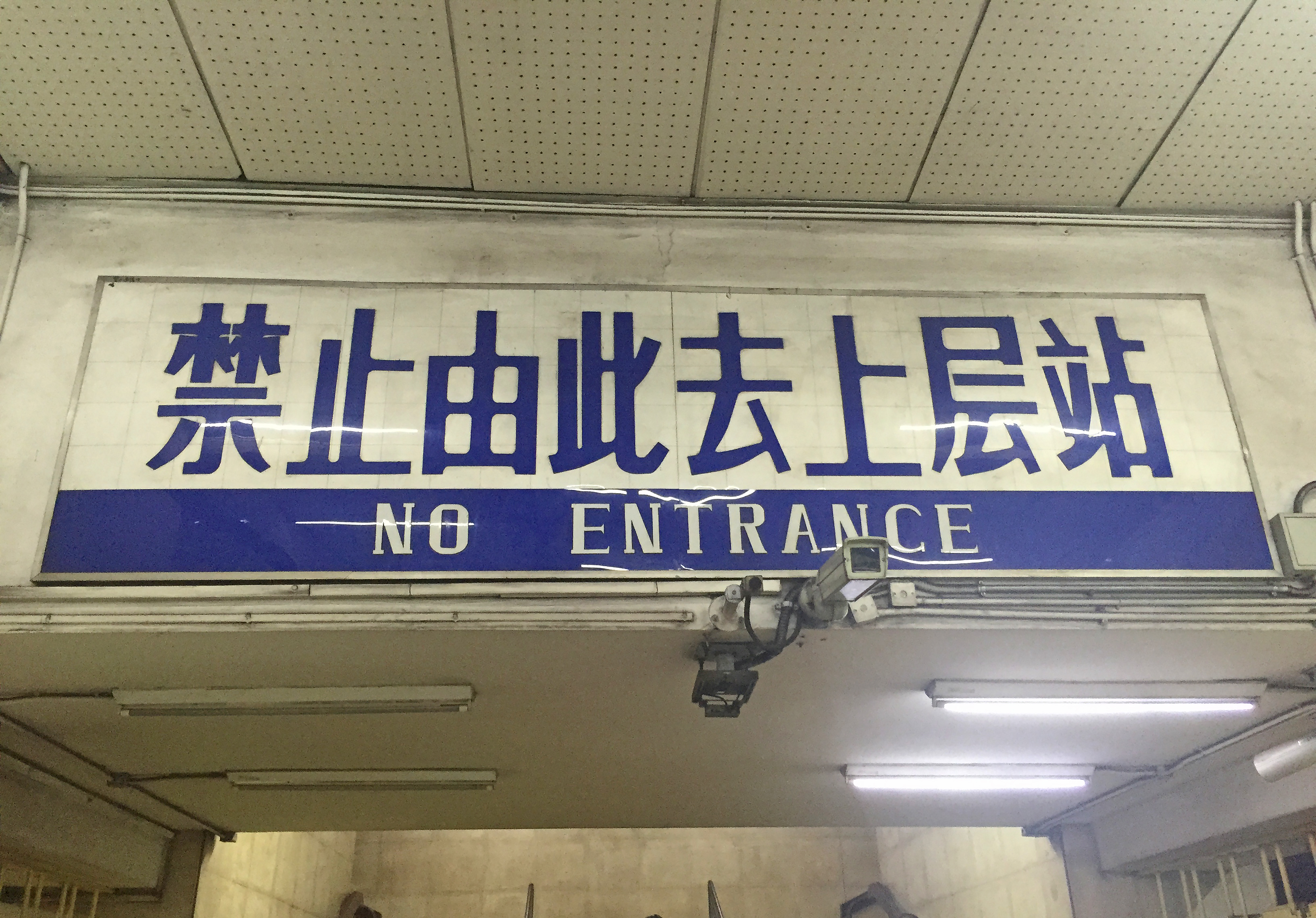
1号线站台西端的禁止逆行换乘提示牌（2016年9月摄），现已拆下
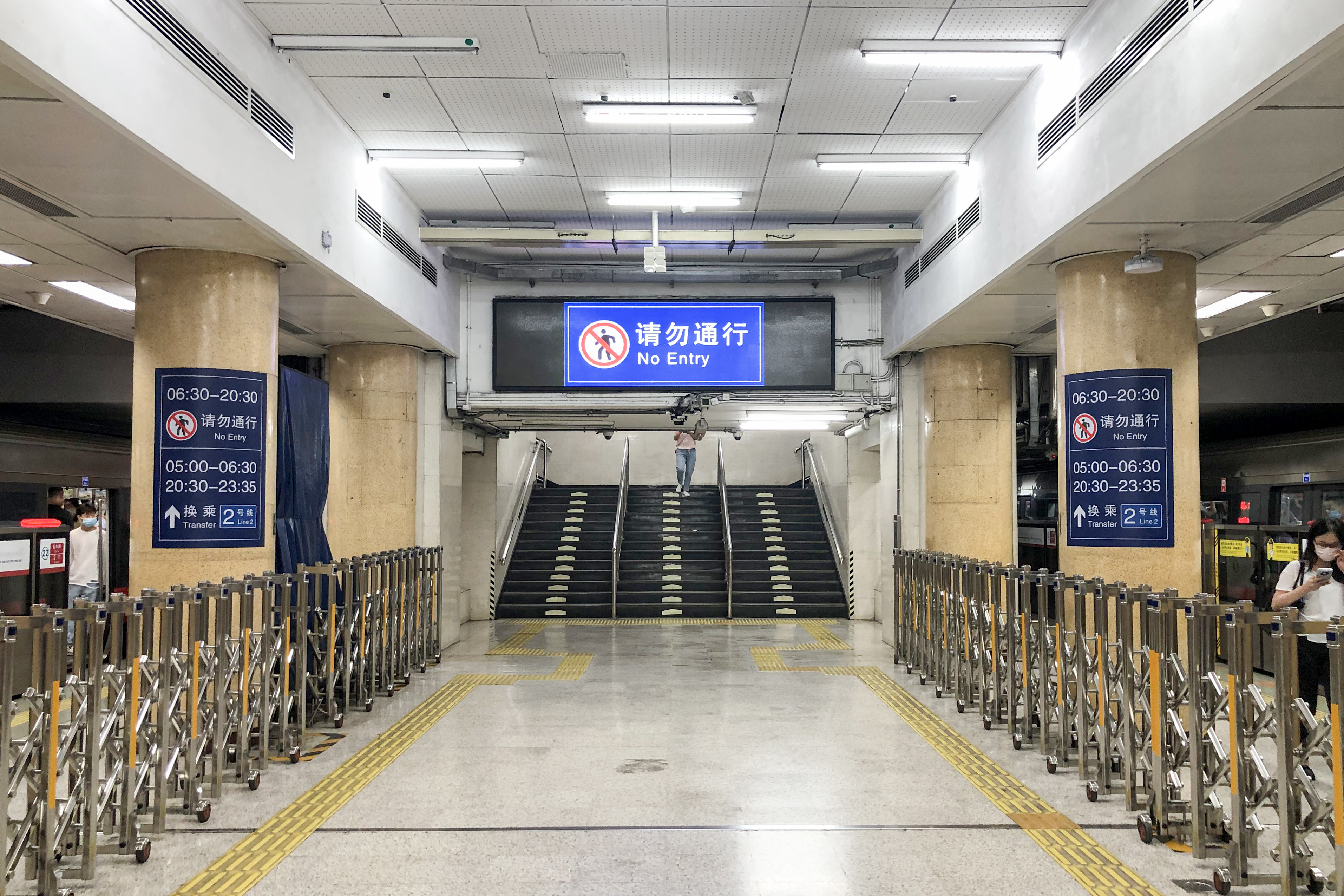
改为分时段双向换乘后的1号线站台西端换乘通道出口（2021年7月摄）
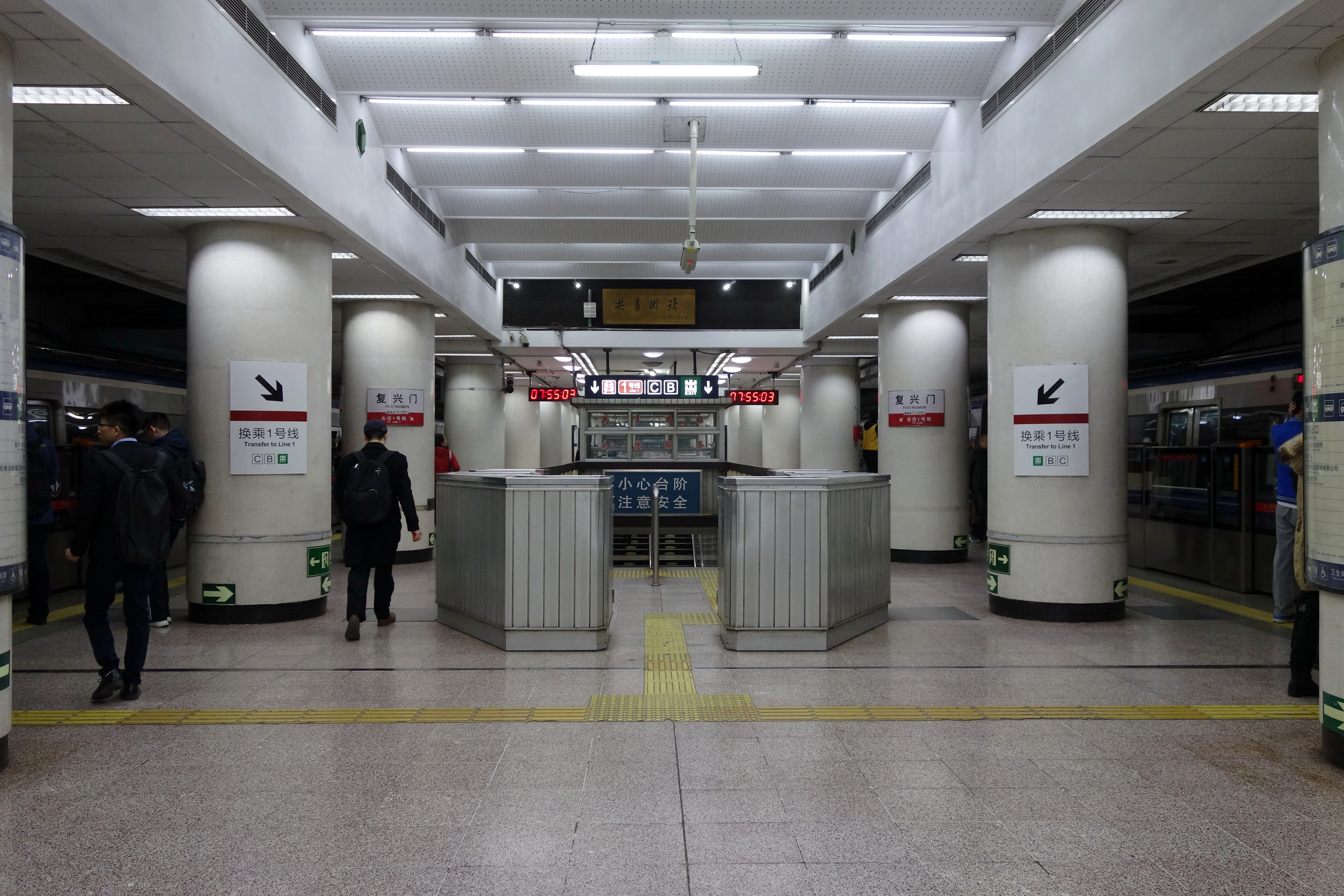
复兴门站2号线站台 （2018年11月摄）

复兴门站1号线、2号线站台均为岛式站台，其中2号线站台位于复兴门北大街-复兴门南大街地底，1号线站台位于复兴门内大街地底，两线站台呈T字形立体交叉。2号线站台中部设有通往下层1号线站台的单向通道，通道入口上方悬挂有“共青团站”匾额。1号线月台东端设有一组折返线，2号线月台北端设有一条渡线，以及1号线西端站前至2号线南端站后设有两条联络线(原北京地铁一期工程南礼士路-长椿街区间，1987年以后改为联络线），方便列车进行车务调度使用。

## 出入口
这个地铁站一共有4个出口：A西北、B东北、C东南、D西南。
|                           |                      |                                                                      |      |            |
|                           |                      |                                                                      |      |            |
| 编号                      | 指示                 | 建议前往的目的地                                                     | 照片 | 无障碍设施 |
| 连通 2号线站厅            |                      |                                                                      |      |            |
| 出口 · A · 轮椅升降台标志 | 复兴门北大街（东侧） | 百盛购物中心、成方街、19号线太平桥站                                 |      |            |
| 连通 1号线站厅            |                      |                                                                      |      |            |
| 出口 · B                  | 复兴门北大街         | 百盛购物中心、金融大街、中国人民银行、国家外汇管理局、19号线太平桥站 |      | 不適用     |
| 出口 · C · 轮椅升降台标志 | 复兴门内大街（南侧） | 中央广播电视大学、远洋大厦                                           |      |            |
| 连通 2号线站厅            |                      |                                                                      |      |            |
| 出口 · D                  | 复兴门南大街（东侧） | 天银大厦                                                             |      | 不適用     |
| 註： 設有輪椅升降台       |                      |                                                                      |      |            |

## 歷史

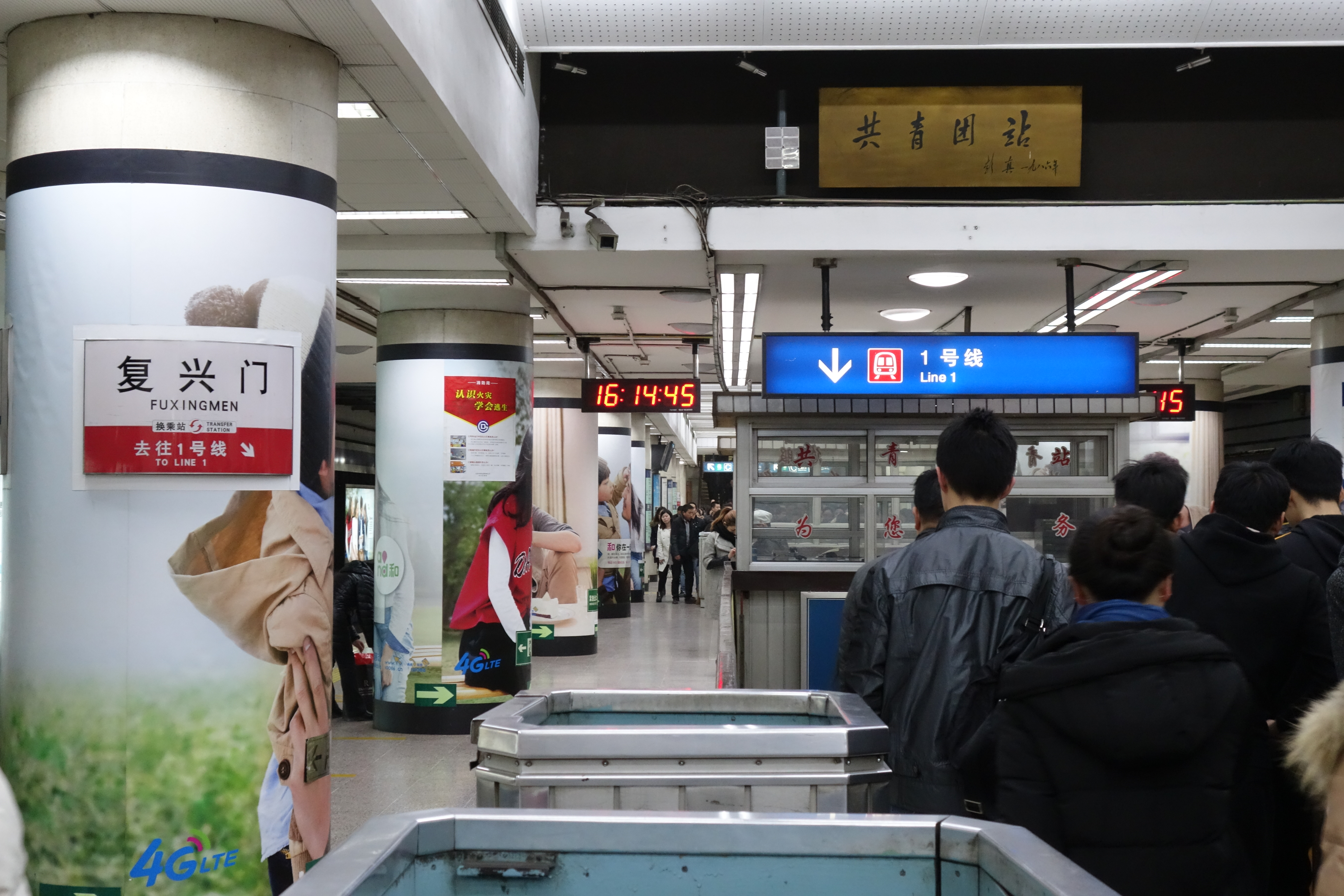
2号线换乘1号线通道上方的“共青团站”匾额

1971年3月，复兴门站随北京地铁二期工程开工建设。
1973年8月，复兴门站基本建成。:162
1974年底，复兴门站至车公庄站3.6公里西环线在二期工程人力物力不足的情况下作为重点工点率先建成通车。
1984年9月20日，復興門站隨北京地鐵二期工程啟用。
1985年1月1日，時任全國人大常委會委員長彭真視察北京地鐵，並為復興門站提詞為「共青團站」。
1987年12月28日，北京地鐵重組為一號線及二號線，復興門站成為兩線換乘站。
2007年，复兴门站C口、D口、A口先后封闭改造。
2021年，“禁止由此去上层站”的牌匾被撤下保存，更换为电子屏，同时换乘方式改为“非高峰期双向换乘”。
2022年7月30日，本站与19号线太平桥站开始试行虚拟换乘。